# Thomas Raftery
Thomas (Tom) Raftery (ur. 15 sierpnia 1933 w Galway) – irlandzki polityk, agronom i nauczyciel akademicki, poseł do Parlamentu Europejskiego II kadencji, senator.

## Życiorys
Urodził się w ubogiej rodzinie jako jedno z dziesięciorga dzieci. Ukończył studia z nauk rolniczych na National University of Ireland Galway (BA) oraz na University College Dublin (MA). Rozpoczął karierę naukową, zajmując się zwłaszcza badaniami nad żywnością. Początkowo pracował w państwowym instytucie badawczym, od 1958 do 1964 wykładał na University College Dublin. W wieku 31 lat został profesorem na University College Cork, w 1979 objął funkcję wiceprezydenta tej uczelni. Został także najmłodszym profesorem National University of Ireland Galway. Zasiadał w ciałach nadzorczych państwowych instytucji rolniczych i edukacyjnych, m.in. National Agricultural Research Institute. Zaangażował się w organizację przestrzeni na wyspie Fota koło Cork, gdzie w 1983 założył arboretum i park dzikiej przyrody.
W 1984 uzyskał mandat posła do Parlamentu Europejskiego z ramienia Fine Gael. Przystąpił do Europejskiej Partii Ludowej, należał m.in. do Komisji: ds. Rolnictwa, Rybołówstwa i Rozwoju Wsi oraz ds. Gospodarczych i Walutowych oraz Polityki Przemysłowej. W 1989 nie uzyskał reelekcji do Europarlamentu, wybrano go natomiast do Seanad Éireann z ramienia Panelu Administracyjnego (składającego się z członków obu izb parlamentu). Bez powodzenia kandydował ponownie do izby niższej (w 1992) oraz do PE (1994 i 1999). Wkrótce później wycofał się z działalności naukowej i politycznej, przechodząc na emeryturę.